# Торрес-Пеймберт, Сильвия
Сильвия Торрес-Пеймберт (исп. Silvia Torres-Peimbert, род. 1940, Мехико) — мексиканский астроном. В 2011 году получила награду L’Oréal — ЮНЕСКО «Для женщин в науке» от Латинской Америки за свою работу по определению химического состава туманностей.

## Жизнь

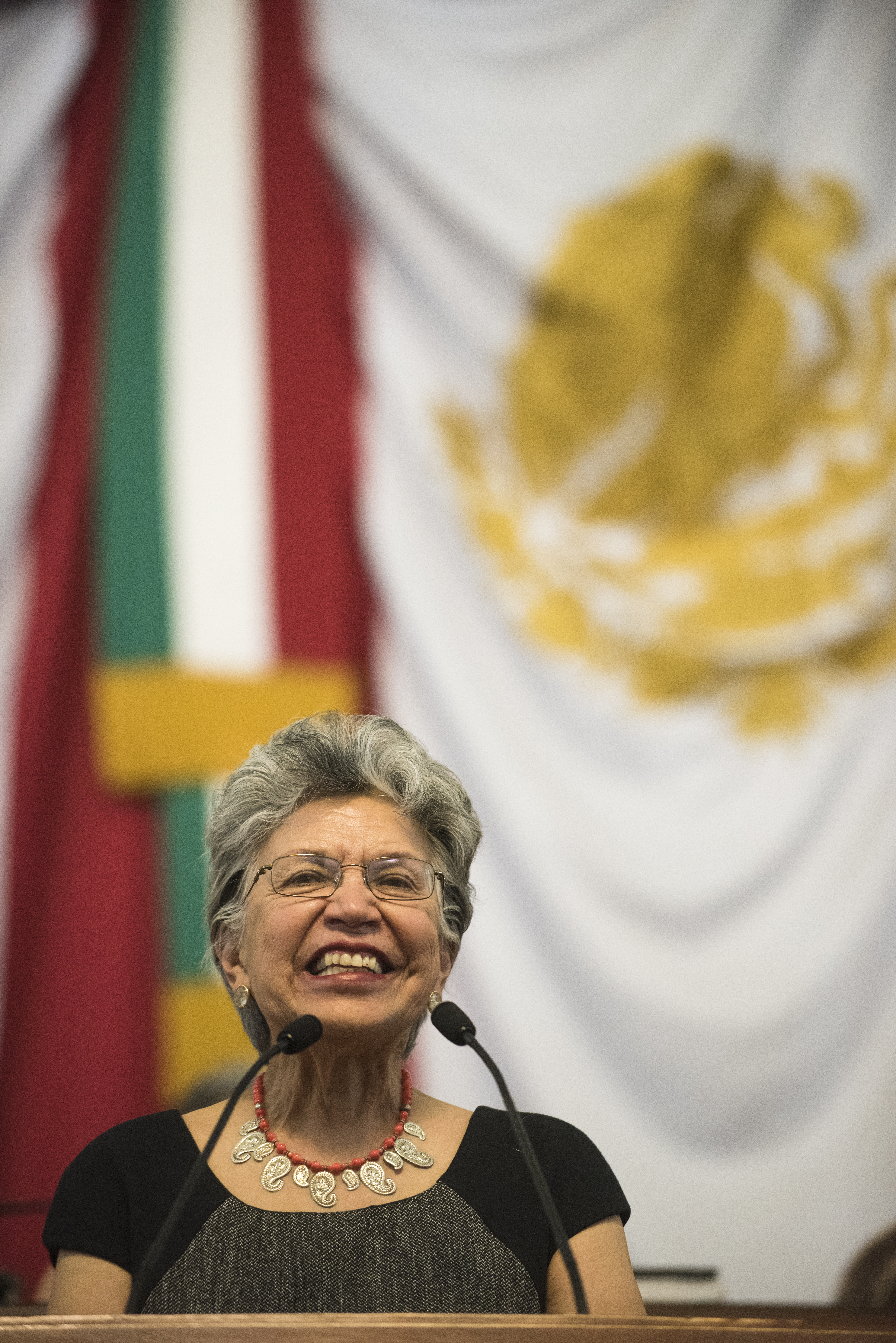
Сильвия Торрес Кастильеха на церемонии вручения медали «За заслуги в науке» 2015 года.

Торрес-Пеймберт родилась в Мехико в 1940 году. Она изучала физику в Национальном автономном университете Мексики (NAUM), а затем поступила в Калифорнийский университет в Беркли. Она вернулась в Мексику, чтобы провести постдокторское исследование в своей альма-матер. Сильвия изучала звездообразование и массу, выбрасываемую звёздами среднего размера. Она изучала распределение содержания первичного гелия. В 1973 году она стала профессором факультета естественных наук и Института астрономии UNAM и была директором Института астрономии с 1998 по 2002 год. В это время она тесно сотрудничала с Мануэлем Пеймбертом, своим мужем. Торрес-Пеймберт и Мануэль Пеймберт были учениками Гильермо Аро (Аро в 1959 году стал первым человеком, избранным в Королевское астрономическое общество из развивающейся страны).
Торрес-Пеймберт с 1974 по 1998 год была редактором Revista Mexicana de Astronomía y Astrofísica.
Она получила премию L’Oréal — ЮНЕСКО «Для женщин в науке» в 2011 году от Латинской Америки. Награда ежегодно присуждается ведущим женщинам-учёным на пяти континентах. Она получила награду за исследование «химического состава туманностей», которое организаторы считали важным для нашего понимания происхождения космоса. Она также получила премию Ганса А. Бете в 2012 году за свою работу по определению количества гелия и других элементов в процессе развития Вселенной. Знание этих элементов позволяет космологам понять эволюцию звёзд и галактик.
Торрес-Пеймберт была назначена президентом Международного астрономического союза на период 2015–2018 годов (вторая женщина, когда-либо возглавлявшая МАС), а также была членом Американского астрономического общества и Академии наук развивающихся стран.